# Vancouver Island University

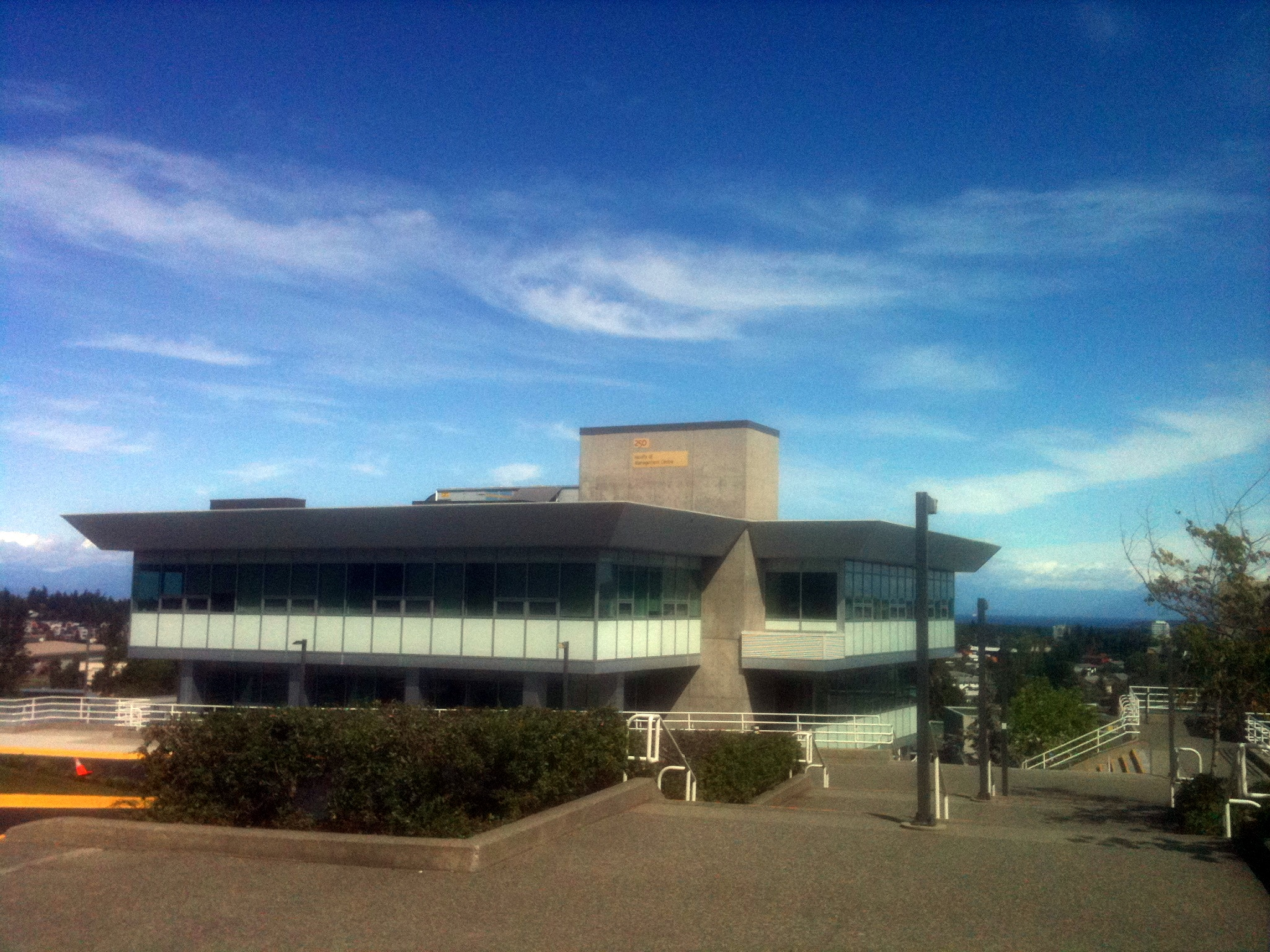
Vancouver Island University Faculty of Management

Die Vancouver Island University (Abkürzung VIU) ist eine staatliche Universität in Nanaimo, British Columbia, Kanada, mit weiteren Standorten in Powell River, Duncan und Parksville-Qualicum Beach.
Die Hochschule wurde 1969 als Malaspina College nach dem Namensgeber Alessandro Malaspina di Mulazzo gegründet und 1988 umfirmiert zum Malaspina University-College. 2008 erfolgte die Anerkennung als Universität Vancouver Island University.
Die Hochschule bildet aktuell circa 14.575 Studenten in über 120 Studienprogrammen aus.